# Олтенская митрополия
Олтенская митрополия (рум. Mitropolia Olteniei) — митрополия в составе Румынской православной церкви в исторической области Олтения.
В состав митрополии входят:
- Крайовская архиепископия (управляется митрополитом)
- Рымникская архиепископия
- Северинская и Стрехайская епархия
- Слатинская и Романацкая епархия

## История
Митрополичья кафедра на территории Олтении существовала ещё в 1370 году в городе Слатина. Нынешняя митрополия основана 7 ноября 1939 года. С 1939 года кафедральным собором митрополии является церковь великомученика Димитрия Солунского в Крайове. 20 апреля 1945 года её упразднили.
25 марта 1949 года Олтенская митрополия образована согласно «Уставу об организации и деятельности Румынской Православной Церкви», принятому Синодом 19-20 октября 1948 года в соответствии с законом от 4 августа 1948 года «Об общем режиме культов». В её юрисдикцию вошли образованная 24 мая 1947 года Крайовская архиепископия и Рымникская и Арджешская епископия.
В 1990 году была восстановлена Арджешская и Мусчелская епископия, её территория вошла в юрисдикцию Мунтении и Добруджи митрополии. В составе Олтенской ммитрополии остались Крайовская архиепископия, Рымникская епископия (с 2009 архиепископия), позже включены новообразованные Северинская и Стрехайская епископия (2004) и Слатинская и Романацкая епископия (2008).

## Митрополиты
- Ириней (Михэлческу) (13 ноября — 21 декабря 1939) в/у, еп. Крайовский
- Нифонт (Кривяну) (21 декабря 1939 — 20 апреля 1945)
- Фирмилиан (Марин) (февраль 1949 — 29 октября 1972)
- Феоктист (Арэпашу) (28 февраля 1973 — 25 сентября 1977)
- Нестор (Ворническу) (20 апреля 1978 — 17 мая 2000)
- Феофан (Саву) (3 октября 2000 — 4 марта 2008)
- Ириней (Попа) (с 27 июля 2008 года)